# Watergaasvlieg (soort)
De watergaasvlieg (Osmylus fulvicephalus) is een insectensoort uit de familie van de watergaasvliegen (Osmylidae), orde netvleugeligen (Neuroptera). 

## Beschrijving
Het insect wordt 4 tot 5 centimeter groot, de spanwijdte is 40 tot 52 millimeter. De vleugels hebben langs de randen zwarte vlekken, die echter sterk in intensiteit kunnen verschillen en soms geheel ontbreken. De kop van het dier is opvallend oranjerood.

## Voorkomen
De soort is wijdverbreid in Europa, met name in bergachtiger streken. In Nederland is de soort vrij zeldzaam, in België is hij met name in de Ardennen algemener. De habitat van de watergaasvlieg is de omgeving van stromend water. Het insect is zeer gevoelig voor vervuiling.

## Levenscyclus
Het dier vliegt vaak vlak boven het water of rust op een tak die boven het water hangt. Als het dier paringsbereid is, is het vaak de onderkant van blad te vinden. Ook onder bruggen groeperen ze zich dan graag. De watergaasvlieg gebruikt kleinere insecten als voedsel. 
Het mannetje lokt de vrouwtjes met behulp van een klier dat aan het achterlijf vast zit. Eitjes worden afgezet in de omgeving van het water, bijvoorbeeld op oeverplanten. De larven leven van andere insectenlarven, met name die van dansmuggen (Chironomidae). Ze leven veelal boven water, maar gaan onder water om voedsel te zoeken, dat ze uit het water halen en erboven opeten. De larve overwintert in het tweede of derde stadium. De soort vliegt van halverwege mei tot in augustus in één jaarlijkse generatie.